# سفين بيرغستروم
سفين بيرغستروم (بالسويدية: Sven Bergström)‏ هو سياسي سويدي، ولد في 1951. حزبياً، نشط في حزب الوسط السويدي. وقد انتخب عضو البرلمان السويدي ‏.